# Eleccions a l'Assemblea de Còrsega de 2004
Eleccions a l'Assemblea de Còrsega de 2004 se celebraren el 21 i 28 de març per a elegir els 51 consellers de l'Assemblea de Còrsega en circumscripció electoral única a dues voltes. Els 51 escons de l'Assemblea es repartiren en segona volta amb aquest resultat:
| ←Eleccions a l'Assemblea de Còrsega, 21 de març de 2004 → |        |        |        |                        |
| Partit                                                    | Vots   | %      | Escons | Líder                  |
| UMP                                                       | 35.527 | 25,05% | 15     | Camille de Rocca Serra |
| Còrsega en Marxa (PRG evolucionistes-DVD corsistes)       | 26.435 | 18,59% | 9      | Paul Giacobbi          |
| Chjama - PNC                                              | 24.652 | 17,34% | 8      | Edmond Simeoni         |
| Per la Còrsega dins la República (PRG republicans-DVG)    | 21.562 | 15,16  | 7      | Émile Zuccarelli       |
| Reagrupament d'Esquerra per una Còrsega Ciutadana         | 11.808 | 8,30   | 4      | Dominique Bucchini     |
| L'Union Territoriale (dissidents de l'UMP)                | 11.092 | 7,80   | 4      | José Rossi             |
| Llista Renucci                                            | 11.025 | 7,75   | 4      | Simon Renucci          |
| TOTAL                                                     |        | 100,00 | 51     | -                      |

Fou elegit president de l'Assemblea el candidat de la llista més votada Camille de Rocca Serra.